# Hươu xạ lùn
Hươu xạ lùn (danh pháp hai phần: Moschus berezovskii) là một loài thú thuộc họ Hươu xạ. Hươu xạ lùn là loài bản địa miền nam và miền trung Trung Quốc và cực bắc Việt Nam. Ngày 14 tháng 6 năm 1976, Trung Quốc đưa loài hươu xạ lùn vào danh mục loài nguy cấp.
Bốn phân loài được công nhận là:
- M. b. berezovskii Flerov, 1929: Có tại Tứ Xuyên, Thanh Hải, Tây Tạng.
- M. b. bijiangensis Wang & Li, 2003: Có tại tây bắc Vân Nam.
- M. b. caobangis Dao, 1969: Hươu xạ Việt Nam: Có tại Vân Nam, Quảng Tây, Quảng Đông, miền bắc Việt Nam. Tại Việt Nam, nó được gọi đơn giản là hươu xạ do nó cũng là loài duy nhất ở Việt Nam.
- M. b. yanguiensis Wang & Ma, 1993: Có tại cao nguyên Vân Quý, Hồ Nam, Giang Tây. Wang (2003)[4] liệt kê một dạng chưa đặt tên có ở nam Cam Túc, Ninh Hạ, nam Thiểm Tây, tây Hồ Bắc và tây Hà Nam[5][6].

M. anhuiensis trong quá khứ từng được gộp trong loài này. Hiện nay người ta vẫn chưa rõ các phân loài được công nhận có thực sự là một bộ phận của loài này hay không. Phân loài M. b. caobangis là một ứng viên tốt cho địa vị loài tách biệt, nhưng điều này chưa bao giờ được xem xét tới. Cho tới gần đây thì quần thể tại Việt Nam vẫn được phần lớn các nhà khoa học Nga coi là thuộc loài M. moschiforus.